# Dekán
A dekán egy telített szénhidrogén, tíz szénatomot tartalmazó alkán. Összegképlete C10H22. Színtelen, gyúlékony folyadék. 75 szerkezeti izomerje létezik.